# Exetastes eithus
Exetastes eithus är en stekelart som beskrevs av Ian D. Gauld och Ugalde 2002. Exetastes eithus ingår i släktet Exetastes och familjen brokparasitsteklar. Inga underarter finns listade i Catalogue of Life.